# Gerhard Klimeck

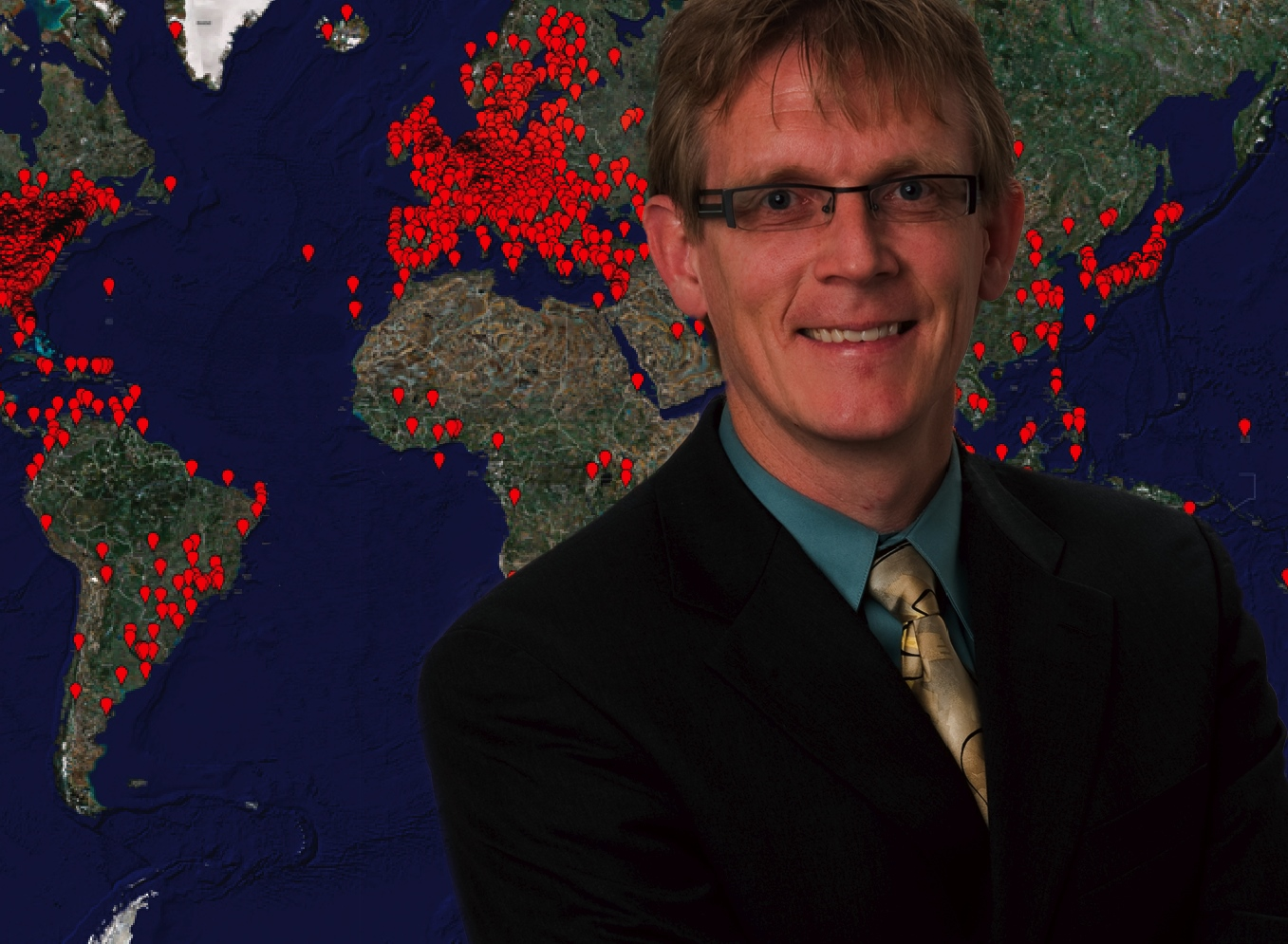
Gerhard Klimeck

Gerhard Klimeck (* 15. März 1966 in Essen) ist ein deutsch-amerikanischer Wissenschaftler, Hochschullehrer, Fachbuchautor  auf dem Gebiet der molekularen Nanotechnologie und Elektrotechnik.

## Leben und Wirken

### Jugend und Bildung
Nach dem Abitur im Carl-Humann-Gymnasium in Essen begann er im Jahr 1985 das Studium an der Ruhr-Universität Bochum (RUB). Im Jahr 1988 reiste er als Austauschschüler (Friedrich-Ebert-Stiftung) nach Indiana und studierte an der Purdue University in West Lafayette, am Lehrstuhl beim Prof. Supriyo Datta. Im Jahr 1990 beendete er das Studium in Bochum als Elektroingenieur (Dipl.-Ing.),  promovierte im Jahr 1994 in bei der Purdue University zum Doktor (Ph.D.) und schloss sich der Forschergruppe Nanoelectronics bei der Texas Instruments (TI) an.

### Wirken, Forschen, Lehren
Gerhard Klimeck ist Leiter der Nanoelectronic Modeling Group und seit Dezember 2003 Hochschullehrer für  Elektrotechnik und Informatik an der Purdue University. Seit Mai 2009 ist er Direktor bei der National Science Foundation Network for Computational Nanotechnology (NCN). Er beteiligte sich für  bei der NASA am  Jet Propulsion Laboratory (JPL) des California Institute of Technology (Caltech) und ist Mitglied beim Institute of Electrical and Electronics Engineers (IEEE) und an der American Physical Society (APS). Gerhard Klimeck meldete unter anderem Patente zu Speicherzellen und einem Tunneleffekt-Feldeffekttransistor an, und veröffentlichte mehrere einschlägige Fachbücher und Publikationen über Nanowissenschaft, Quantenmechanik, Halbleiter, Elektronentransportkette, Tunneleffekt, Feldeffekttransistoren und Resonanztunneldioden, u. ä. In Anerkennung seiner Leistungen  wurde er mehrmals ausgezeichnet.

## Werke
- Krishna Madhavan, Michael Zentner, Gerhard Klimeck, "Learning and research in the cloud", vom 7. November 2013, Nature Nanotechnology 8, 786–789 (2013); doi:10.1038/nnano.2013.231 PDF
- Martin Fuechsle, Jill Miwa, Suddhasatta Mahapatra, Hoon Ryu, Sunhee Lee, Oliver Warschkow, Lloyd Hollenberg, Gerhard Klimeck, Michelle Simmons, "A single-atom transistor" Nature Nanotechnology, 19. Februar 2012; doi:10.1038/NNANO.2012.21 Free PDF From Purdue Library
- Bent Weber, Suddhasatta Mahapatra, Hoon Ryu, Sunhee Lee, A. Fuhrer, T. Reusch, D. Thompson, W. C. T. Lee, Gerhard Klimeck, Lloyd Hollenberg, Michelle Simmons, "Ohm's Law Survives to the Atomic Scale" Science 335, 64 (2012); doi:10.1126/science.1214319 Abstract Free PDF From Purdue Library
- Gerhard Klimeck, Michael McLennan, Sean Brophy, George Adams III., Mark Lundstrom, "nanoHUB.org: Advancing Education and Research in Nanotechnology" IEEE Computers in Engineering and Science (CISE), Band 10, pg. 17–23 (2008); doi:10.1109/MCSE.2008.120 Abstract Free PDF from Purdue Library
- Gerhard Klimeck, Fabiano Oyafuso, Timothy Boykin, R. Bowen, Paul Allmen, "Development of a Nanoelectronic 3-D (NEMO 3-D) Simulator for Multimillion Atom Simulations and Its Application to Alloyed Quantum Dots (INVITED)" Computer Modeling in Engineering and Science (CMES) Volume 3, No. 5 pp 601–642 (2002) Abstract Free PDF from Purdue Library
- Gerhard Klimeck, Roger Lake, R. Bowen, William Frensley, Ted Moise, "Quantum Device Simulation with a Generalized Tunneling Formula" Appl. Phys. Lett., Band 67, p. 2539 (1995); doi:10.1063/1.114451 Paper
- Gerhard Klimeck, Guanlong Chen, Supriyo Datta, "Conductance Spectroscopy in Coupled Quantum Dots" Phys. Rev. B, Band 50, p. 2316 (1994); doi:10.1103/PhysRevB.50.2316 Paper

## Auszeichnungen / Ehrungen
- 2002: Dr. Edward C. Stone Auszeichnung (Ehrung) (Dr. Edward Stone Award for Outstanding Research Publication)[7]
- 2004–2011: neunmal die NASA Tech Briefs Award
- 2011: Gordon Bell Preis (Gordon Bell Prize)[8]